# Трост, Корнелис
Корнелис Трост, или Троост (нидерл. Cornelis Troost; 8 октября 1696, Амстердам — 7 марта 1750, Амстердам) — голландский художник эпохи золотого века голландской живописи: живописец, рисовальщик и гравёр в технике меццо-тинто. Художник-декоратор интерьера, акварелист и рисовальщик пастелью. Работал в Амстердаме, в основном в бытовом жанре.
Дочь художника — Сара Трост (1731—1803) — живописец и гравёр. В Амстердаме были известны ещё два художника с этой фамилией: Виллем Трост (1684—1759) и Ян Трост (?), живописец-пейзажист.	

## Жизнь и творчество
Корнелис родился в семье бухгалтера Яна Троста (1671 — ок. 1719) и Барбары Мибек Круйваге (умерла в декабре 1699 года). Крещён 10 октября 1696 года в Зейдеркерке в Амстердаме. В литературе до 1973 года неверно указывается дата его рождения 8 октября 1697 года.
Отец художника уехал в Ост-Индию и умер там около 1719 года. Корнелис жил и работал в Амстердаме. Вначале он захотел стать актёром и учился этой профессии. С 1719 по 1724 год работал в Новом Амстердамском театре Схаубург, который в 1665 году уступил место театру Ван Кампена. В 1723 году он поступил в ученики к живописцу-портретисту Арнольду ван Бонену.
Трост продолжал интересоваться театром и имел в театральной среде многих друзей. Он писал портреты актёров амстердамской сцены, запечатлев их в самых известных ролях театра эпохи рококо. Его прославил групповой портрет «Инспекторов Коллегиум Медикум». В 1728 году он написал «Урок анатомии профессора Роэля»; в 1735 году портреты лейденского медика Германа Бургаве и адмирала Исаака Свирса; в 1736 году — Иеронимуса Тоннемана; в 1741 году — Йохана Якоба Маурициуса, генерал-губернатора Суринама.
Позднее он стал писать театральные сцены и, под влиянием английского художника Уильяма Хогарта, сатиры, такие как «Пять пастелей» (NELRI), за что получил прозвание «голландский Хогарт». С 1740 года Трост также писал батальные сцены. Ещё одна специализация Троста — картины, изображающие идиллию на открытом воздухе. Веселые фермеры проводят дни, танцуя, поют песни и ловят рыбу.
Помимо картин маслом, Трост работал в технике акварели, гравировал меццо-тинто и рисовал пастелью в стиле таких французских мастеров, как Антуан Ватто и Франсуа Буше.
Корнелис Трост почти всю свою жизнь прожил в Амстердаме, некоторое время он также жил в Зволле и 18 декабря 1720 года женился там на актрисе Марии ван Дуйн. У них было восемь дочерей, в том числе художница Сара Трост. Корнелис был тестем известного коллекционера произведений искусства, гравёра и торговца Корнелиса Плооса ван Амстела. До 1741 года он жил в здании на Ахтерграхте, затем арендовал Амстел 268, но умер в Принсенграхте. Похоронен в церкви Новой Церкви.

## Галерея

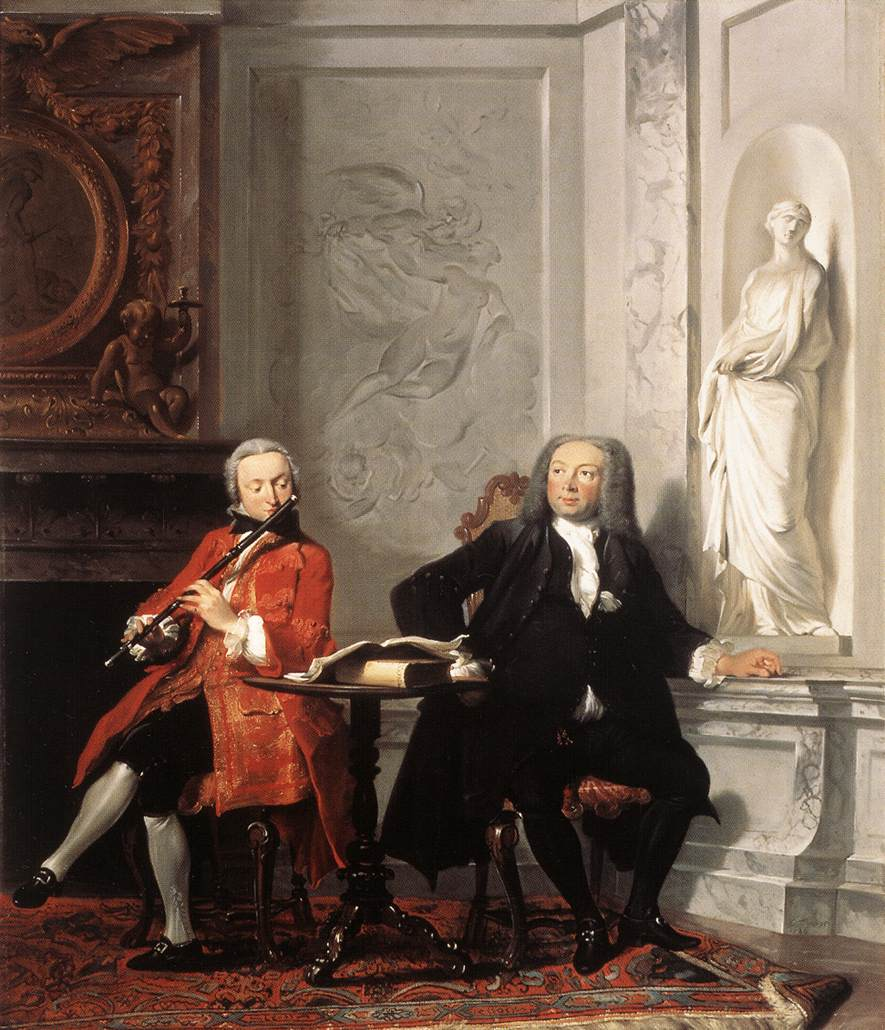
Иероним Тоннеман и его сын. 1736. Холст, масло. Национальная галерея Ирландии, Дублин
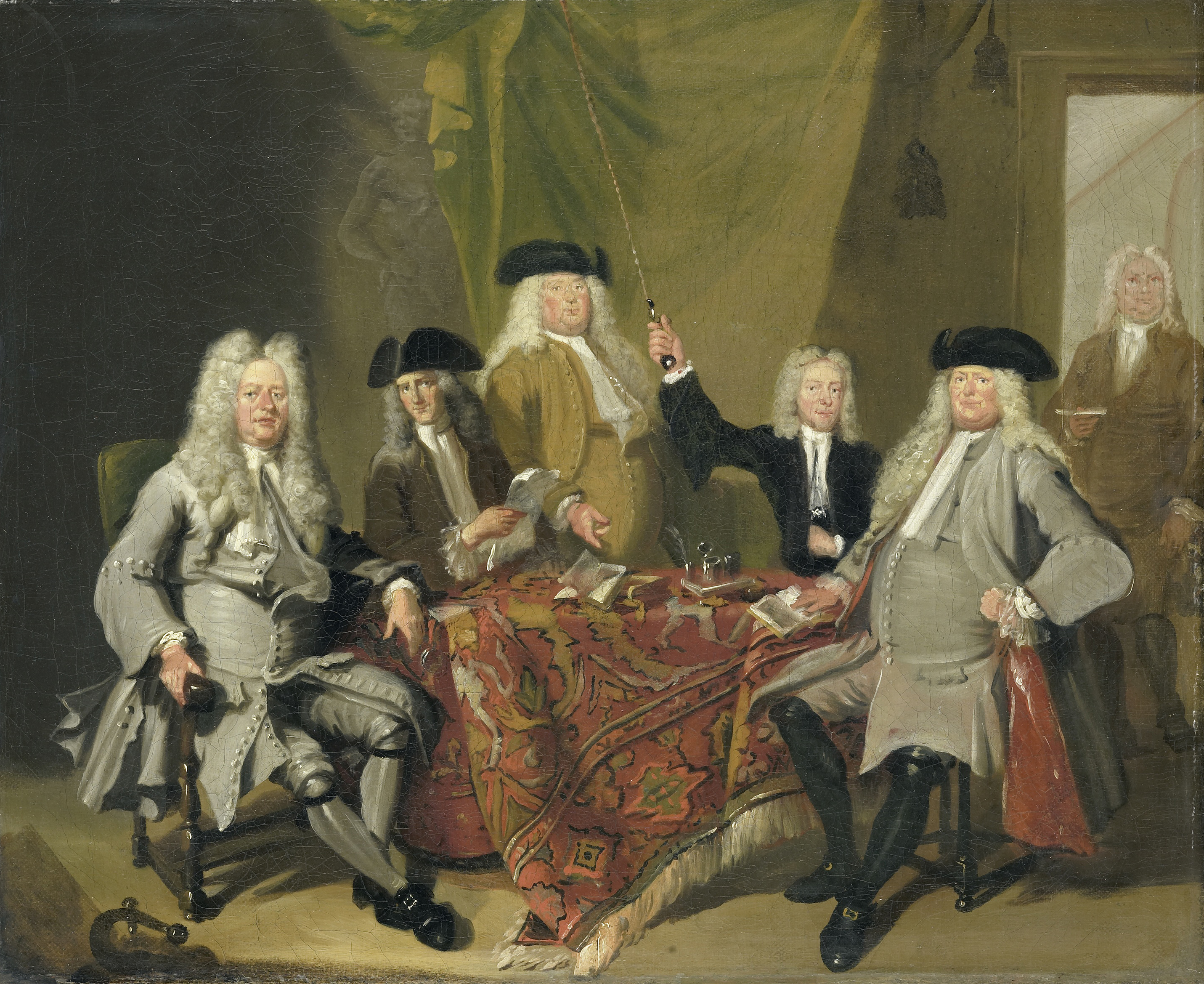
Групповой портрет инспекторов амстердамской Медицинской коллегии. 1724. Холст, масло. Рейксмюсеум, Амстердам
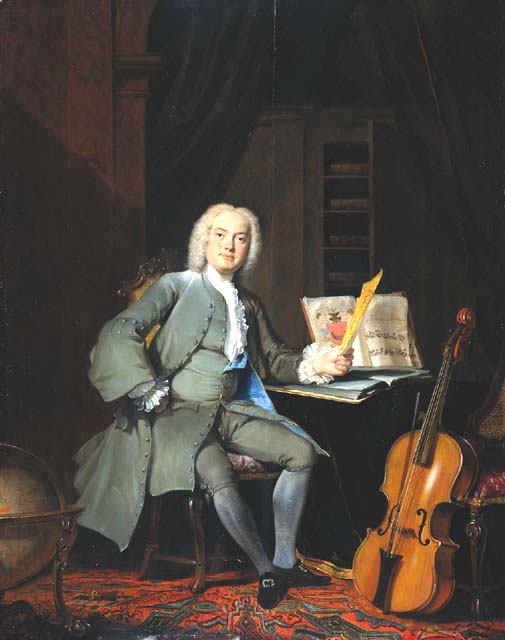
Любитель музыки. 1736. Дерево, масло. Рейксмюсеум, Амстердам
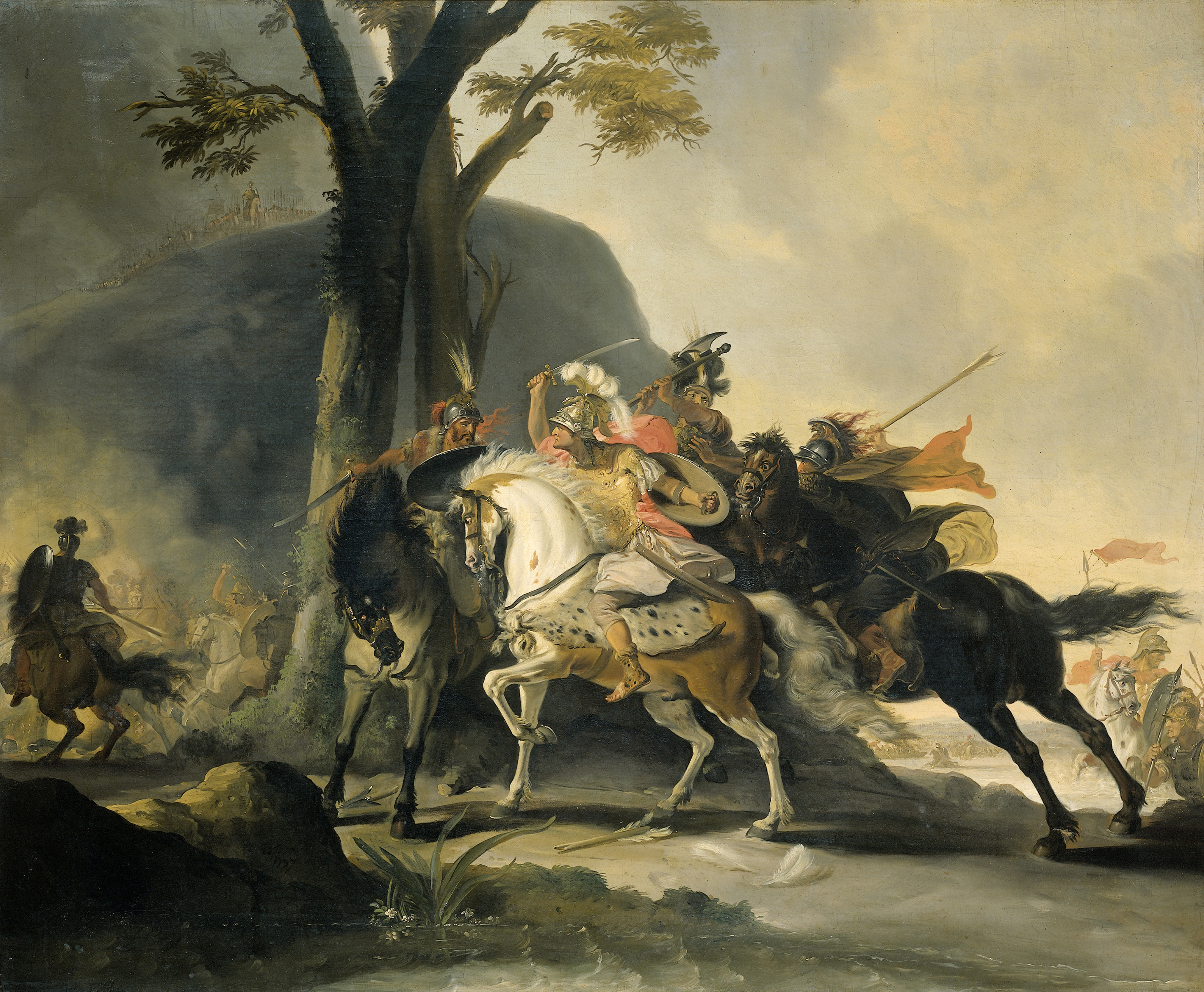
Александр Македонский в битве с персами при Гранике. 1737. Холст, масло. Государственный музей Твенте, Энсхеде
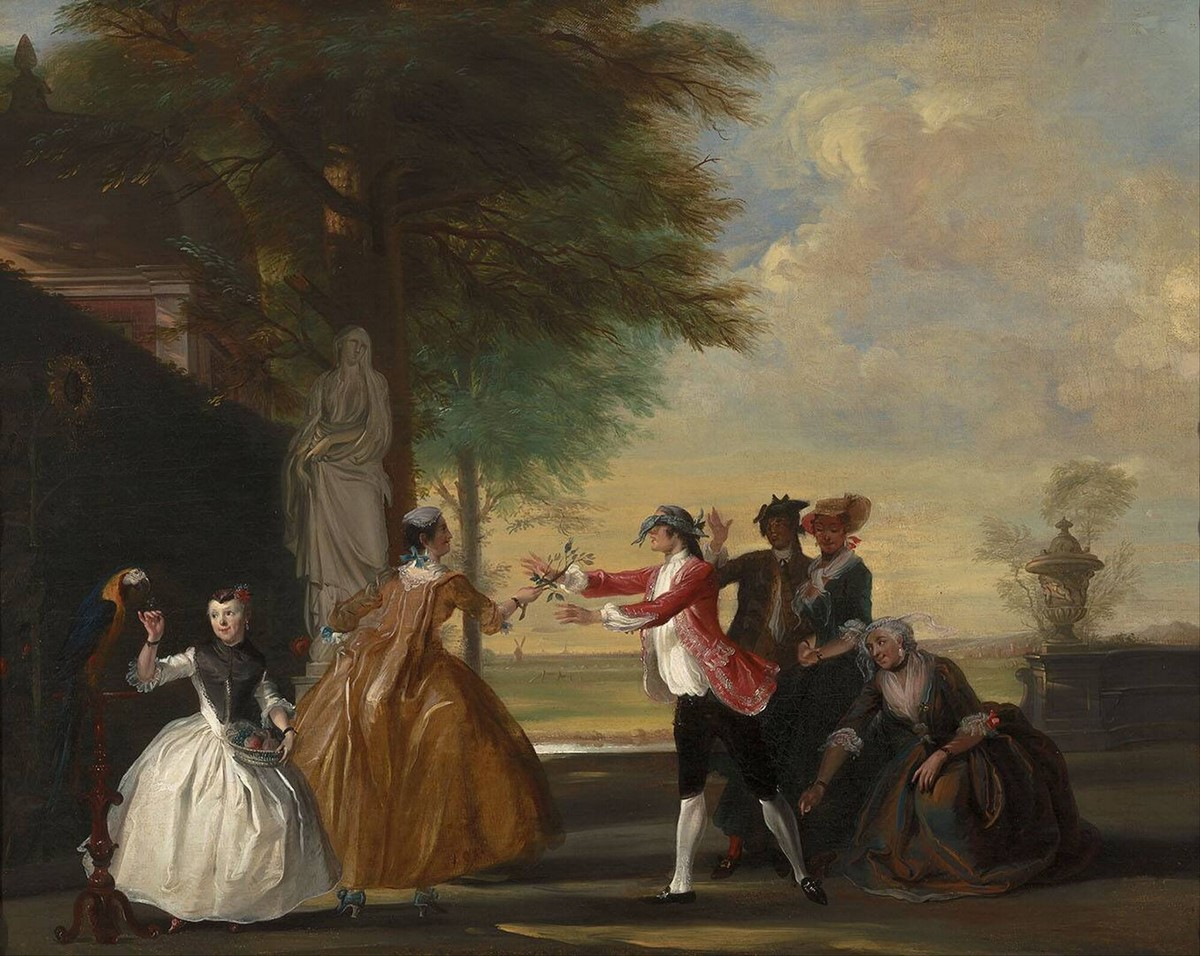
Игра в жмурки. Ок. 1740. Холст, масло. Музей Бойманса-ван Бёнингена, Роттердам
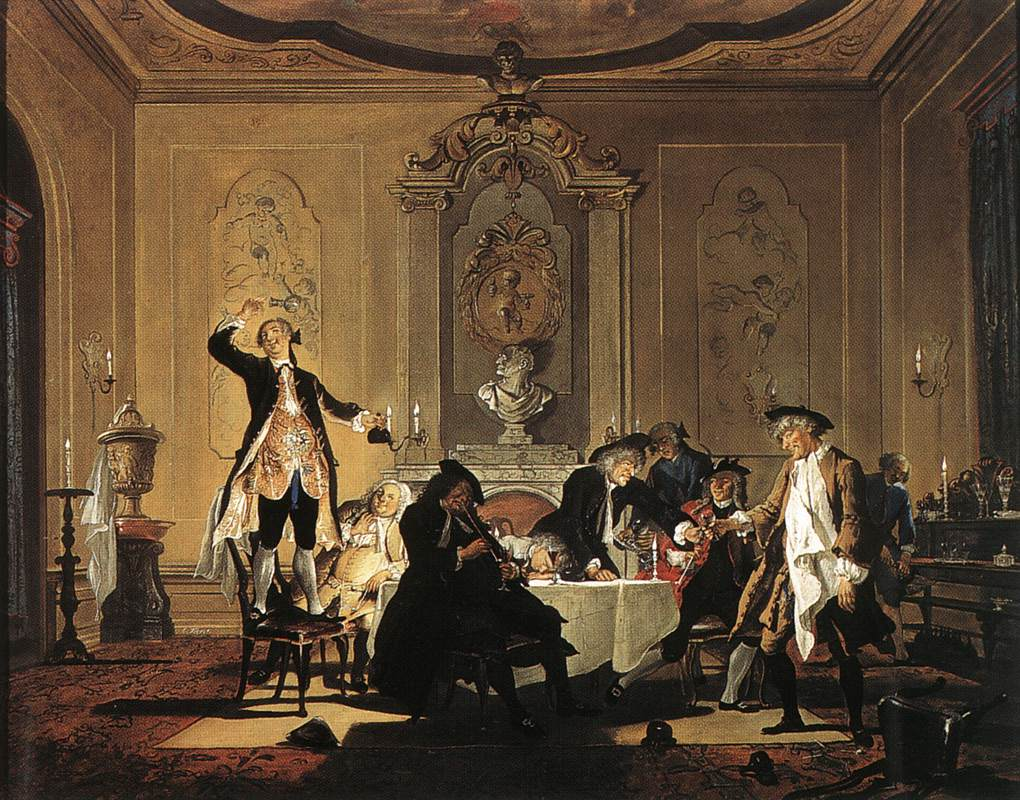
Домашний переполох. 1740. Бумага, гуашь, пастель. Маурицхёйс, Гаага
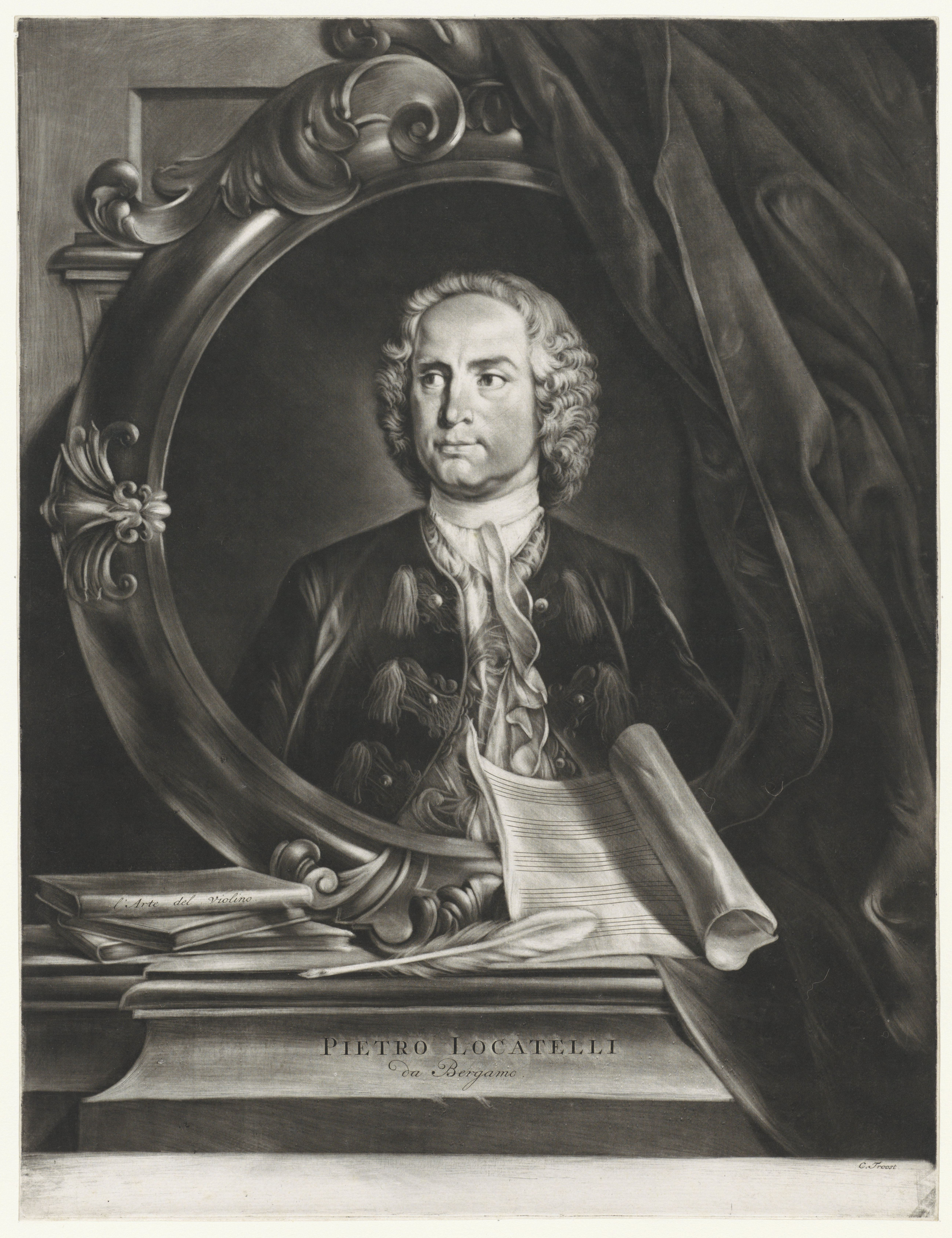
Портрет Пьетро Антонио Локателли. Между 1729 и 1750. Меццо-тинто, резец